# 801 (numero)
Ottocentouno (801) è il numero naturale dopo l'800 e prima del 802.

## Proprietà matematiche
- È un numero dispari.
- È un numero composto con 6 divisori: 1, 3, 9, 89, 267, 801. Poiché la somma dei suoi divisori (escluso il numero stesso) è 369 < 801, è un numero difettivo.
- È un numero di Harshad nel sistema di numerazione decimale.
- È un numero malvagio.
- È un numero fortunato.
- È un numero di Proth.
- È parte delle terne pitagoriche (351, 720, 801), (801, 1068, 1335), (801, 3560, 3649), (801, 3920, 4001), (801, 11868, 11895), (801, 35640, 35649), (801, 106932, 106935), (801, 320800, 320801).
- È un numero palindromo nel sistema di numerazione posizionale a base 8 (1441), a base 17 (2D2) e in quello a base 25 (171). Nelle due ultime basi è altresì un numero ondulante.

## Astronomia
- 801 Helwerthia è un asteroide della fascia principale del sistema solare.
- NGC 801 è una galassia spirale della costellazione di Andromeda.

## Astronautica
- Cosmos 801 è un satellite artificiale russo.

## Altri ambiti
- Il BMW 801 fu un motore aeronautico radiale costruito dalla BMW durante la seconda guerra mondiale.
- La Ferrari 801 è stata la monoposto con cui la Scuderia Ferrari gareggiò nella stagione 1957 del campionato mondiale di Formula 1.
- L'IBM 801 è un'architettura di processori RISC sviluppata dalla IBM negli anni '70 e utilizzata fino agli anni '80.
- La Nikon F801 è una fotocamera SLR 35mm degli ultimi anni '80.
- Il volo Korean Air 801 era un volo di linea della Korean Air che il 6 agosto 1997 si è schiantato durante l'approccio all'aeroporto internazionale di Guam, causando la morte di 228 tra passeggeri e membri dell'equipaggio.
- Le locomotive 801 delle Ferrovie dello Stato erano locotender a due assi accoppiati, a vapore saturo a 2 cilindri e semplice espansione.
- La E801 è una strada europea in Spagna e Portogallo.
- IBM 801 è un minicomputer sperimentale.
- La Route nationale 801 è una strada statale della Francia.
- Gli "801" sono un gruppo musicale (E.G. Records).
- Tale numero, in giapponese, può essere pronunciato come yaoi, quindi nello yaoi fandom viene utilizzato come sinonimo[1].